# Eleccions regionals de Sicília de 1976
Les eleccions regionals per a renovar l'Assemblea Regional de Sicília se celebraren el 20 de juny de 1976. La participació fou del 85,9%.
| ← Eleccions regionals de Sicília, 1976 →   |           |        |        |
| Partits                                    | vots      | %      | escons |
| Democràcia Cristiana Italiana              | 1.153.002 | 40,9%  | 39     |
| Partit Comunista Italià (PCI)              | 757.120   | 26,8%  | 24     |
| Moviment Social Italià (MSI)               | 306.702   | 10,9%  | 9      |
| Partit Socialista Italià (PSI)             | 289.539   | 10,3%  | 10     |
| Partit Socialista Democràtic Italià (PSDI) | 97.279    | 3,4%   | 2      |
| Partit Republicà Italià (PRI)              | 92.062    | 3,3%   | 4      |
| Partit Liberal Italià (PLI)                | 59.835    | 2,1%   | 2      |
| Partit Radical Italià                      | 16.639    | 0,6%   | -      |
| Democràcia Proletària (DP)                 | 15.163    | 0,5%   | -      |
| PRI-PLI-PSDI                               | 6.413     | 0,2%   | -      |
| altres                                     | 29.144    | 1,0%   | -      |
| Total                                      | 2.822.898 | 100,00 | 90     |

Fonts: Ministeri del l'Interior, ISTAT i Assemblea Regional Siciliana